# Vapenrock m/1860

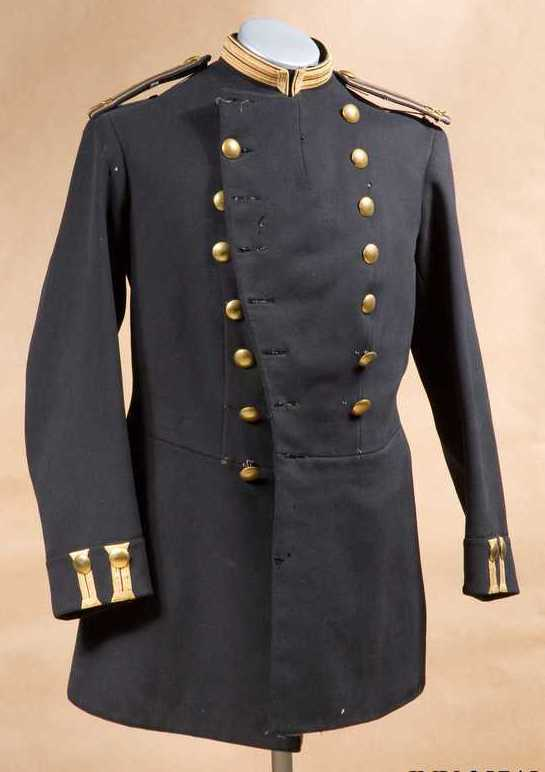
Vapenrock m/1860 för fanjunkare vid Västerbottens regemente (I 20).

Vapenrock m/1860, i vissa källor kallad vapenrock m/1872, var en vapenrock som användes inom försvarsmakten (dåvarande krigsmakten).

## Utseende
Vapenrock m/1860 är tillverkad i mörkblått kläde och hade två knapprader om åtta knappar vardera. Den hade ståndkrage och armuppslag försedda med två knappar. Hos manskap bars  regementets nummer, till exempel för Västgöta regemente (I 6), nummer 6 på axelklaffarna.

## Användning
Vapenrocken användes av samtliga infanteriregementen utom Svea och Göta livgarde (I 1 & I 2), Första och Andra livgrenadjärregementet (I 4 & I 5) samt Värmlands fältjägarregemente (I 26). Denna uniform användes fram tills den ersattes av vapenrock m/1886. Vapenrocken bars vanligen till kappa m/1872.

## Fotografier

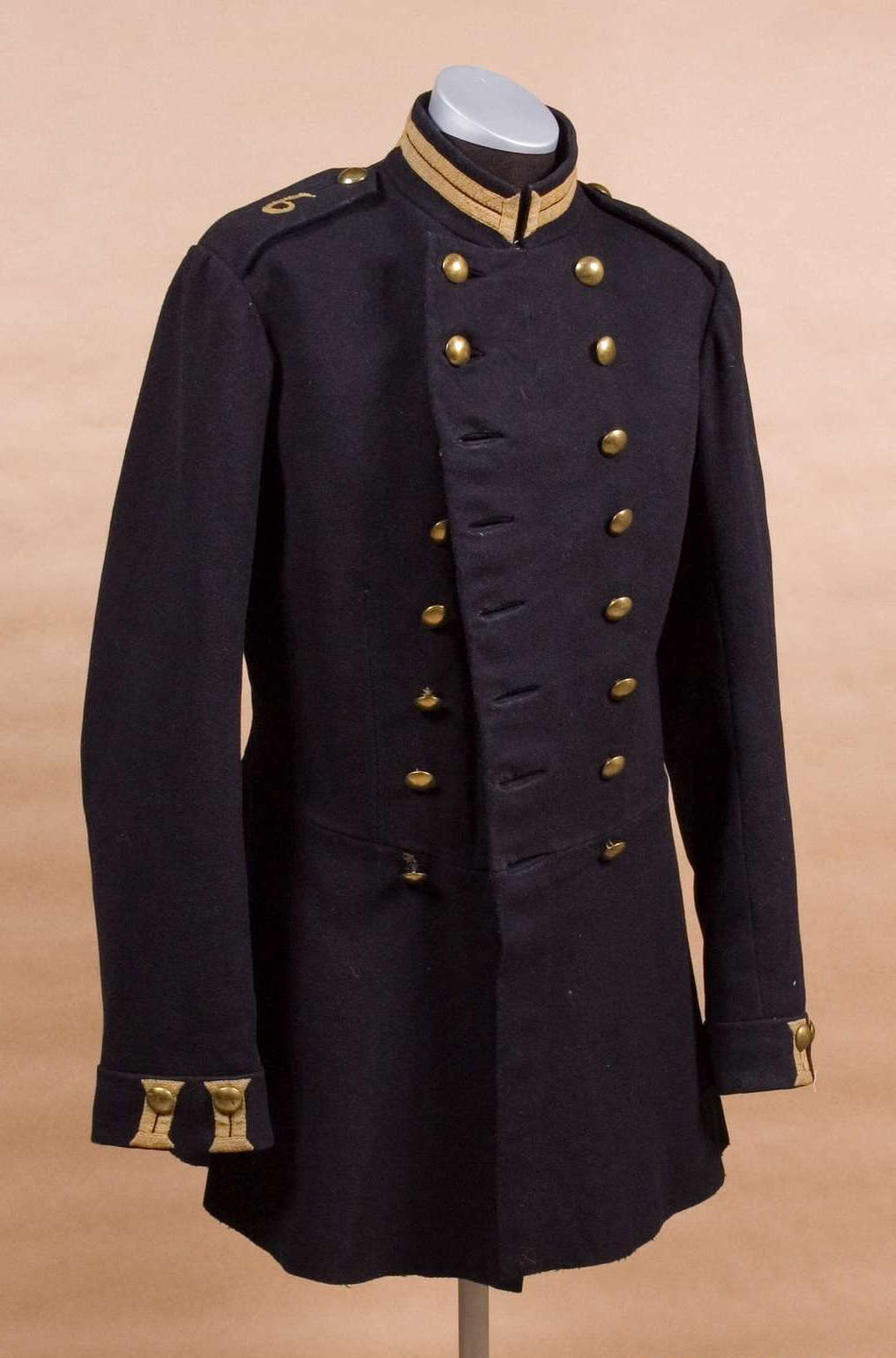
Vapenrock m/1860 för manskap vid Västgöta regemente (I 6).
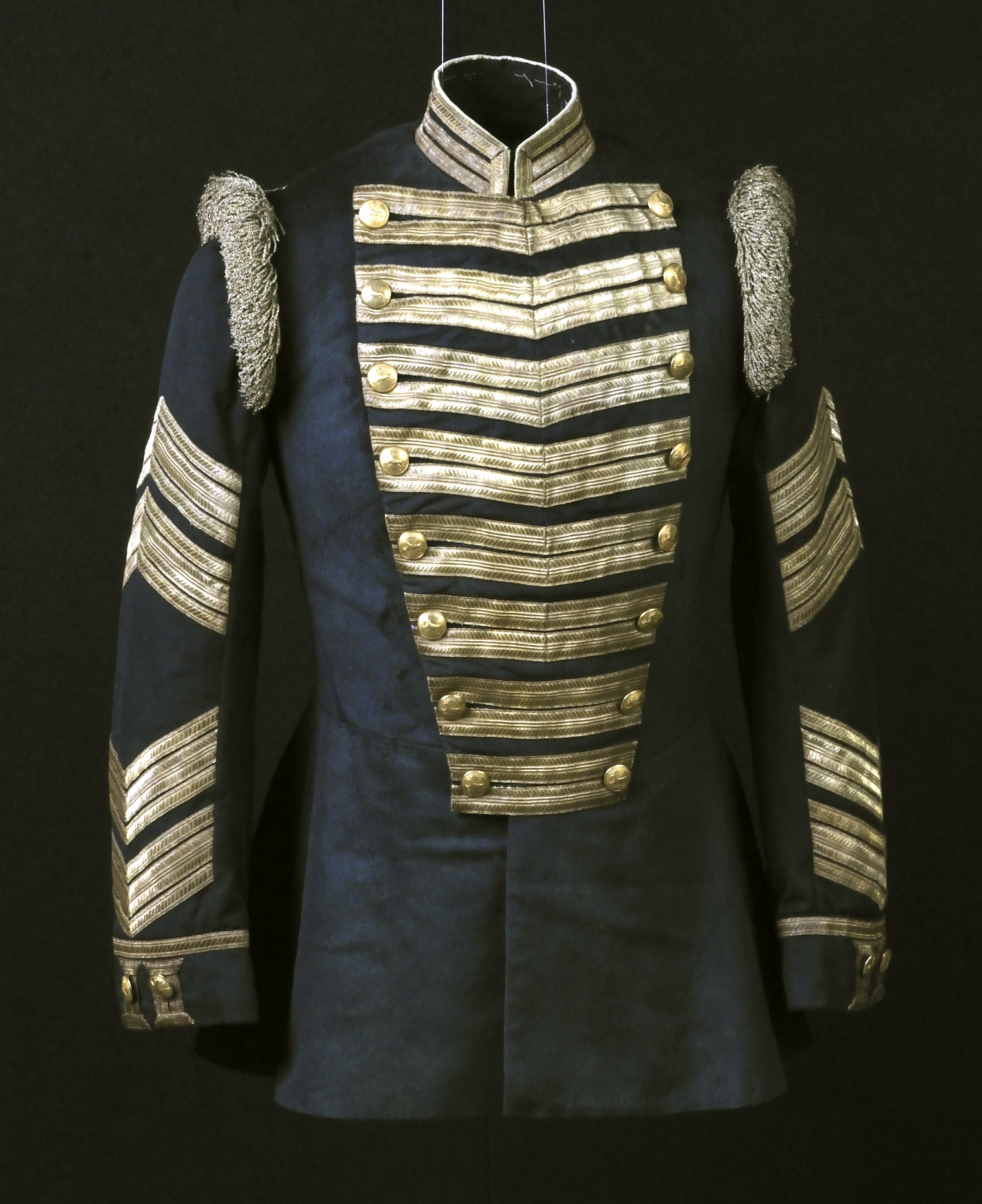
Vapenrock m/1860 för regementstrumslagare vid Helsinge regemente (I 14).